# Isla Blass
Die Isla Blass (spanisch; in Argentinien Isla Vizcaína) ist eine rund 2,5 km lange Insel vor der Graham-Küste des Grahamlands auf der Antarktischen Halbinsel. Im Grandidier-Kanal liegt sie etwa 600 m vor dem südwestlichen Ende der Larrouy-Insel vor der Einfahrt zur Barilari-Bucht.
Chilenische Wissenschaftler benannten sie nach dem Seismologen Bernardo Blass, Teilnehmer an der 22. Chilenischen Antarktisexpedition (1967–1968). Der Hintergrund der argentinischen Benennung ist nicht hinterlegt.